# Rio Catrimani
Rio Catrimani är ett vattendrag i Brasilien.   Det ligger i kommunen Caracaraí och delstaten Roraima, i den nordvästra delen av landet, 2 400 km nordväst om huvudstaden Brasília. Rio Catrimani mynnar i Rio Branco i närheten av sjön Lago da Prainha.
I omgivningarna runt Rio Catrimani växer i huvudsak städsegrön lövskog. Trakten runt Catrimani River är nära nog obefolkad, med mindre än två invånare per kvadratkilometer.